# Puente do Ba
Puente do Ba (en gallego y oficialmente, A Ponte do Va) es una aldea española situada en la parroquia de Loureda, del municipio de Arteijo, en la provincia de La Coruña, Galicia.

## Demografía
| Gráfica de evolución demográfica de Puente do Ba entre 2000 y 2018 |
|                                                                    |
| Datos según el nomenclátor publicado por el INE.                   |